# Leiocolea chichibuensis
Leiocolea chichibuensis là một loài rêu tản trong họ Jungermanniaceae. Loài này được (Inoue) Inoue miêu tả khoa học lần đầu tiên năm 1964.